# Soriano
Soriano é um departamento do Uruguai, sua capital é a cidade de Mercedes. Está localizado no litoral oeste do país.

## História
Soriano foi criado por resolução do General José Artigas em 1816 e as terras que ocupa foram descobertas pela expedição de Fernão de Magalhães em 1520.
Os principais eventos históricos que ocorreram no departamento foram:
- o Grito de Ascencio;
- o desembarque, em 1825, na praia da Agraciada, dos Trinta e Três Orientais;
- o Abraço de Monzon entre Fructuoso Rivera e Juan Antonio Lavalleja. Por esta razão, a bandeira e o brasão do departamento traz a inscrição "Aquí nació la Patria" (aqui nasceu a pátria).

## Geografia
Soriano possui área total de 9.008 km², correspondente a 5,11% do território do país.
É um departamento de planícies com poucas elevações. É banhado pelos rios San Salvador, Negro, rio Grande e Uruguai.
O clima é quente e úmido.

### Limites
- Río Negro ao norte;
- Flores e Durazno a leste;
- Colonia ao sul;
- República Argentina a oeste, da qual está separada pelo rio Uruguai.
- San José pequena divisa sudeste.

## Demografia
De acordo com o censo de 2004, Soriano possuía 84.563 habitantes, correspondente a 2,61% da população do Uruguai. Para cada 100 mulheres havia 98,4 homens.
números do censo de 2004:
- taxa de crescimento populacional: 0,062%
- taxa de natalidade: 17,65 nascimentos por mil habitantes
- taxa de mortalidade: 9,62 mortes por mil habitantes
- idade média: 31,3 anos, sendo: 30,4 homens e 32,2 mulheres
- expectativa de vida no nascimento:
  - população total: 75,36 anos
  - homens: 71,78 anos
  - mulheres: 79,09 ano
- tamanho médio familiar: 2,60 filhos por mulher.
- renda per capita urbana (cidades de 5.000 habitantes ou mais): 4.484,80 pesos/mês

## Economia
As principais atividades econômicas são o cultivo de cevada, milho, linho, beterraba açucareira e girassol, a criação de gado bovino e ovino e a exploração florestal.
As principais indústrias são a alimentícia e a de papel.
Principais portos fluviais: Dolores, Villa Soriano e Mercedes.

## Principais centros urbanos
Seu povoado mais antigo, Villa Soriano, foi quem deu nome ao departamento. Localizado praticamente na desembocadura do rio Negro com o rio Uruguai, foi fundada como missão pelos franciscanos em 1624, com o nome de Santo Domingo de Soriano.
Cidades e povoados com população de 1.000 ou mais habitantes (dados do censo de 2004)
| Cidade/povoado     | População |
| ------------------ | --------- |
| Cardona            | 4.689     |
| Chacras de Dolores | 3.251     |
| Dolores            | 15.753    |
| José Enrique Rodó  | 2.113     |
| Mercedes           | 42.032    |
| Palmitas           | 1.954     |
| Santa Catalina     | 1.053     |
| Villa Soriano      | 1.184     |

## Pessoas famosas
- Juan Idiarte Borda, de Soriano, foi presidente do Uruguai de 1894 a 1897;
- Tomás Gomensoro Albín, de Soriano, foi Presidente do Uruguai (interino) de 1872 a 1873.